# Alyosha
Alyosha (ukrainska: Aльоша, Aljosja), född som Olena Kutjer 14 maj 1986 i Zaporizjzja, är en ukrainsk sångerska.
Den 20 mars 2010 vann Alyosha den nationella uttagningen till Eurovision Song Contest 2010 i Oslo och hon kommer därmed att representera Ukraina i tävlingen. Ursprungligen skulle hon tävlat med låten "To be Free". Senare upptäcktes att låten funnits uppe för nedladdning på sajten Amazon.de sedan den 12 april 2008 under namnet Alyona. Detta innebar att man var tvungen att ta fram en ny låt på grund av att man skulle bryta mot EBUs regler. En ny låt, "Sweet People" valdes två dagar efter EBUs deadline utgått, så NTU blev bötfällda av EBU. 

## Singlar
| År   | Singel                    | Listpositioner | Listpositioner |
| År   | Singel                    | Ukraina        | Ryssland       |
| ---- | ------------------------- | -------------- | -------------- |
| 2008 | "To Be Free"              | —              | —              |
| 2009 | "Sneh (Снег)"             | —              | 169            |
| 2010 | "Ty ujdesj (Ты уйдешь)"   | 6              | 52             |
| 2010 | "Sweet People"            | —              | —              |
| 2011 | "Kto skazal (Кто сказал)" | 13             | 154            |